# Синодальный отдел по делам молодёжи
Синода́льный отде́л по дела́м молодёжи (неофициально Синодальный молодёжный отдел) — один из синодальных отделов Московского патриархата. Располагается на территории Крутицкого Патриаршего Подворья города Москвы. Осуществляет координацию деятельности по духовно-нравственному развитию молодых людей, осуществляемой церковными структурными подразделениями Русской православной церкви.

## История
25 января 1991 года в здании МГУ пришёл Учредительный съезд всецерковного православного молодёжного движения (ВПМД). Но, как писал журналист Евгений Комаров, «за 10 лет стройной структуры и даже просто ячеек на местах практически не было создано». Второй съезд подобного масштаба был проведён лишь в 2001 году и на нём «Все в один голос говорили: в своей работе они не чувствуют никакой поддержки федерального церковного руководства».
Юбилейный Архиерейский Собор, проходивший в Москве с 13 по 16 августа 2000 года, принял решение об образовании новой церковной структуры — синодального Отдела по делам молодёжи. В определении Собора указывалось, что главная цель деятельности нового Отдела — активизация миссии среди молодёжи, а также развитие церковной активности самих молодых людей. 27 декабре 2000 года Священный Синод «во исполнение Определения Юбилейного Архиерейского Собора Русской Православной Церкви образовать Синодальный отдел по делам молодёжи». Председателем новообразованного Отдела был утвержден архиепископ Костромской и Галичский Александр (Могилёв).
В 2001 году во исполнение решений Юбилейного Архиерейского Собора Патриарх Московский и всея Руси Алексий II преподал благословение на создание епархиальных Отделов по делам молодёжи на всей канонической территории Русской Православной Церкви. Кроме того 12 марта 2002 года Священный Синод постановил: «Благословить отмечать 15 февраля, в праздник Сретения Господня, День православной молодежи. Творить в этот день особую молитву о молодежи на всей канонической территории Русской Православной Церкви».
Деятельность Синодального отдела по делам молодёжи велась по следующим основным направлениям:
- осуществление организационной деятельности с целью реализации Концепции православного молодёжного служения Русской Православной Церкви во всех епархиях. Содействие созданию епархиальных Отделов по делам молодёжи и координация их работы;
- вовлечение молодёжи в церковное служение;
- проведение общецерковных мероприятий;
- информационно-издательская деятельность.

6 октября 2010 года Священный Синод принял решение освободить митрополита Астанайского и Казахстанского Александра от должности председателя Синодального отдела по делам молодёжи, выразив ему благодарность за понесённые многолетние труды по руководству деятельностью отдела. Председателем Синодального отдела по делам молодёжи назначен епископ Бронницкий Игнатий (Пунин) (с 12 марта 2013 года — епископ Выборский и Приозерский).
2 октября 2013 года Священный Синод утвердил устав отдела.

## Задачи отдела
- организация миссионерской работы среди молодёжи,
- привлечение молодёжи к социальному служению Церкви,
- обобщение и распространение опыта православного молодёжного движения на приходском, благочинническом, епархиальном и общецерковном уровне,
- поддержка православного семейного воспитания,
- организация различных форм общения православных молодых людей,
- создание информационного пространства для православной молодёжи,
- организация воспитательной работы, досуга и дополнительного образования для детей и молодёжи в церковном приходе,
- подготовка педагогов к деятельности по традиционному духовно-нравственному воспитанию детей и юношества,
- подготовка священнослужителей и мирян к педагогической деятельности,
- оказание помощи общественным и государственным организациям в проведении воспитательных программ, опирающихся на традиционное духовно-нравственное образование детей и молодёжи.

## Председатели
- Александр (Могилёв) (28 декабря 2000 — 6 октября 2010)
- Игнатий (Пунин) (6 октября 2010 — 4 мая 2017)
- Серафим (Амельченков) (4 мая 2017 — 14 июля 2018)
- Кирилл Сладков (14 июля 2018 — 9 июля 2019)
- Серафим (Амельченков) (от 9 июля 2019)